# Rue de la Paix, Paris

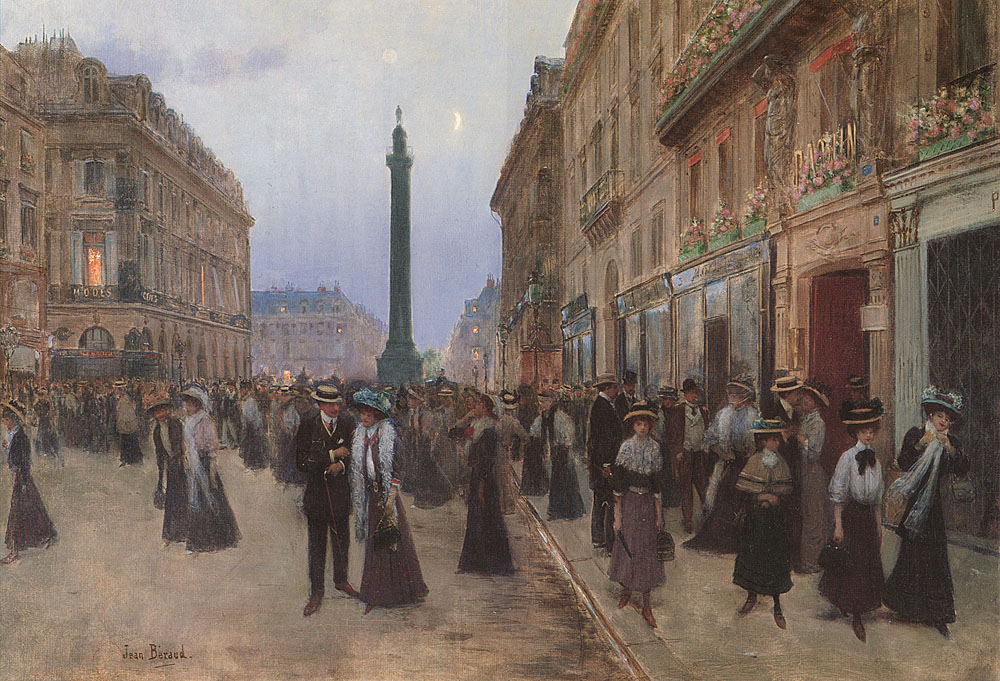
Rue de la Paix de Jean Béraud

Rue de la Paix (pronunție în franceză [ʁy də la pɛ]) este o stradă comercială din centrul Parisului. Situată în arondismentul 2 al Parisului, începând de la nord de place Vendôme și terminându-se la Opéra Garnier, ea este cunoscută mai ales pentru magazinele sale de bijuterii, precum magazinul deschis de Cartier în 1898. Charles Frederick Worth a fost primul care a deschis o casă de modă pe rue de la Paix. Multe clădiri de pe această stradă sunt inspirate de aspectul clădirilor particulare din Piața Vendôme.

## Istoric
Strada a fost amenajată în anul 1806 începând din place Vendôme la ordinele lui Napoleon I, ca parte a programului napoleonian de a face accesibil centrul zonei Malul Drept pentru suburbiile nedezvoltate din zona de vest și pentru cartierele din zona de nord a Parisului. Amenajarea noii străzi a necesitat demolarea unei vechi mănăstiri capucine. Numită la început Rue Napoléon, numele său a fost schimbat în 1814, după Restaurația Bourbonică, pentru a celebra pacea nou-încheiată.

## Transport
Situată în centrul Parisului, strada este acesibilă prin rețeaua publică de:
- metrou: linia 1
- sau de autobuze: 72.

## Magazine aflate pe Rue da la Paix
- Louis Aucoc - firma familiei Aucoc din 6 Rue de la Paix a fost înființată în anul 1821[5]
- Duvelleroy este un magazin de evantaie și de produse de marochinărie amenajat pe 15 Rue de la Paix în 1827 de către Jean-Pierre Duvelleroy,
- Cartier - 1898.
- Charles Frederick Worth a fost primul care a deschis o casă de modă pe 7 rue de la Paix, redenumind-o în 1885 „Worth 7, Rue de la Paix”.
- Boué Soeurs, o casă de modă activă de la sfârșitul anilor 1890 până la începutul anilor 1950[6]

## Rue de la Paix în cultura populară
- Rue de la Paix este cea mai scumpă proprietate din versiunea în limba franceză a jocului Monopoly - echivalentul pentru „Boardwalk” în versiunea americană sau „Mayfair”, în versiunea pentru Marea Britanie.
- Datorită acestui fapt, Rue de la Paix este menționată de cântăreața franceză Zazie în piesa muzicală cu același nume, în care compară societățile bazate pe consumerism cu un joc de Monopoly.
- Rue de la Paix este menționată de Rhett Butler în romanul Pe aripile vântului de Margaret Mitchell ca locul de unde a fost cumpărată boneta verde care urma să o scoată pe Scarlett O'Hara din starea de doliu.